# Université de recherche Paris-Sciences-et-Lettres
L'Università di Parigi - Scienze e Lettere (in francese: Université Paris Sciences et Lettres (PSL)) è un'università francese d’eccellenza, strutturata secondo il modello collegiale ComUE (COMmunautés d’Universités et Établissements, in italiano Comitato delle Università e degli Istituti). Situato nel centro di Parigi, l'istituto ha le proprie sedi principali nel quartiere latino, nel XVI arrondissement, e nella Rue de Richelieu.
Con 11 scuole, l'istituto offre corsi in un'ampia gamma di discipline, tra cui scienze, ingegneria, scienze umane e sociali, nonché nelle arti dello spettacolo.
Gli ex allievi dei suoi istituti includono 28 premi Nobel, 10 medaglie Fields, 3 premi Abel, 48 medaglie d'oro CNRS, 50 premi César e 79 premi Molière.

## Storia
Fondata nel 2010, l'università è composta da nove istituti membri e dieci fondatori associati, tutti appartenenti allo statuto delle Grandes écoles e dei Grands établissements francesi.
Tra i membri si trovano l'École normale supérieure, l'École pratique des hautes études, l'Institut Curie e l'Université Paris-Dauphine. Tra i fondatori associati si trovano invece il Collège de France, l'École des hautes études en sciences sociales e l'École nationale supérieure des beaux-arts.
In virtù del suo statuto particolare, PSL può procedere, sul modello delle grandes écoles, a una severa selezione dei suoi studenti, ciò che le ha valso diverse critiche, tra cui quella di promuovere una forma di elitismo.

## Membri
- Collège de France
- École nationale supérieure de chimie de Paris
- École normale supérieure
- ESPCI ParisTech
- Istituto Curie
- École nationale supérieure des mines de Paris
- Osservatorio di Parigi
- Università Paris IX - Dauphine
- Centre national de la recherche scientifique
- Institut national de la santé et de la recherche médicale